# 紀元前756年
紀元前756年（きげんぜん756ねん）は、西暦による年。

## 他の紀年法
- 干支 : 乙酉
- 中国
  - 周 - 平王15年
  - 魯 - 恵公13年
  - 斉 - 荘公贖39年
  - 晋 - 文侯25年
  - 秦 - 文公10年
  - 楚 - 蚡冒2年
  - 宋 - 武公10年
  - 衛 - 荘公揚2年
  - 陳 - 平公22年
  - 蔡 - 戴侯4年
  - 曹 - 桓公元年
  - 鄭 - 武公15年
  - 燕 - 鄭侯9年
- 朝鮮
  - 檀紀1578年
- ユダヤ暦 : 3005年 - 3006年